# سيليكون سلوبز

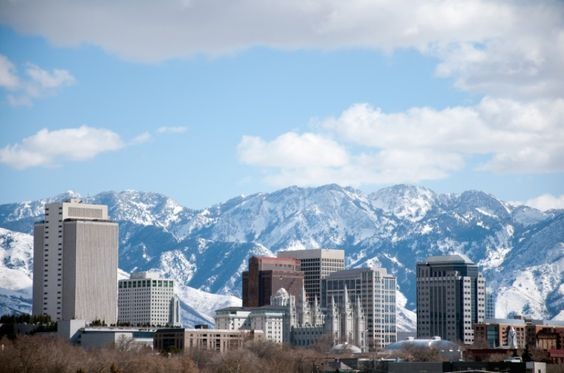

سيليكون سلوبز أو منحدرات السيليكون (بالإنجليزية: Silicon Slopes) هي المنطقة التي تشمل سولت لايك سيتي، بروفو وبارك سيتي في ولاية يوتا، الولايات المتحدة الأمريكية. اكتسبت المنطقة اسم المنحدرات بسبب جبال يوتا.
تُعد هذه المنطقة موطنا لعدد كبير من شركات البرمجيات والأجهزة، كثير منها متخصص في مجال تكنولوجيا معالجة الذاكرة (مثل سان ديسك) أو مجال الترفيه الرقمي (مثل إي أيه الرياضية).

## السيلكيون سلوبز كمجتمع
يعتبر مجتمع السيليكون سلوبز منظمة غير ربحية وُجدت لتمكين المجتمع الرقمي في يوتا للتعلم والتواصل وتوفير الخدمات والبنية الأساسية لمناطق التقنية وريادة الأعمال، تهدف المنطقة إلى جعل ريادة الأعمال بيئة جاذبة ومفتوحة يمكن الوصول اليها للجميع.